# آنا ويلان بيتس
آنا ويلان بيتس (بالإنجليزية: Anna Whelan Betts)‏ هي رسامة أمريكية، ولدت في 15 مايو 1875 في فيلادلفيا في الولايات المتحدة، وتوفيت في 6 فبراير 1959 في نيو هوب في الولايات المتحدة.